# Šljuke
Šljuke (cyr. Шљуке) – wieś w Czarnogórze, w gminie Pljevlja. W 2011 roku liczyła 52 mieszkańców.